# Graphium auriger
Espèce
Graphium auriger est une espèce de lépidoptères de la famille des Papilionidae, à la sous-famille des Papilioninae et au genre Graphium. L'espèce est endémique du Gabon.

## Description de l'imago
Graphium auriger est un papillon blanc et marron foncé.

## Répartition et habitat
Graphium auriger est endémique du Gabon (Afrique de l'Ouest).

## Systématique
Cette espèce a été décrite pour la première fois par Arthur Gardiner Butler en 1876, dans la revue The Entomologist's monthly magazine, sous le nom Papilio auriger.